# Neckera boiviniana
Neckera boiviniana là một loài rêu trong họ Neckeraceae. Loài này được Müll. Hal. ex Besch. mô tả khoa học đầu tiên năm 1880.